# San Juan, Puerto Rico
San Juan (phát âm tiếng Tây Ban Nha: [saŋ ˈxwan]), tức San Juan Bautista (tên tiếng Tây Ban Nha có nghĩa là "Thánh Gioan Baotixita") là thủ phủ và đồng thời là thành phố lớn nhất Puerto Rico. Theo Thống kê Dân số Hoa Kỳ, 2000 thì thành phố có 433.733 dân, xếp hạng thứ 42 ở Hoa Kỳ. San Juan do người Tây Ban Nha thành lập năm 1521 dưới tên Ciudad de Puerto Rico. Với lịch sử hơn gần 500 năm, San Juan là thành phố lâu đời thứ nhì ở Tân Thế giới do người Âu châu lập ra, chỉ sau Santo Domingo, Cộng hòa Dominica. Trong số những di tích lịch sử ở San Juan phải kể đến các pháo đài phòng thủ thành phố: San Felipe del Morro, San Cristobal. La Fortaleza là tòa nhà hành pháp lâu đời nhất châu Mỹ mà hiện nay vẫn còn được sử dụng.
Ngày nay, San Juan là hải cảng lớn và quan trọng bậc nhất tại Puerto Rico. Đây là một trung tâm công nghiệp, tài chính, văn hóa và du lịch lớn của hòn đảo. Vùng phụ cận của thành phố San Juan còn có các thành phố nhỏ khác và tổng cộng dân số lên đến 2 triệu người, tức khoảng một nửa dân số của Puerto Rico sống trong khu vực đại đô thị San Juan.
Ban đầu, thành phố được gọi tên là Puerto Rico còn cả hòn đảo được đặt tên là San Juan. Nhưng cuối cùng, tên hòn đảo và tên thành phố thủ phủ đã được hoán đổi cho nhau.

## Lịch sử
Năm 1508, Juan Ponce de León đã thành lập khu dân cư đầu tiên trên hòn đảo với tên gọi Caparra, nay là một phần của thành phố Guaynanbo, phía tây San Juan. Một năm sau đó, cư dân tại đây được chuyển đến một vùng đất mới với tên gọi Puerto Rico (trong tiếng Tây Ban Nha có nghĩa là "hải cảng giàu có") do những đặc điểm tương đồng giữa hòn đảo mới này với đảo Gran Canaria thuộc quần đảo Canary của Tây Ban Nha. Năm 1521, khu định cư chính thức được đặt tên là San Juan Bautista de Puerto Rico để tưởng nhớ Thánh Gioan Baptist. Thời đó, người Tây Ban Nha thường đặt tên những thành phố và các khu dân cư mới bằng những tên thánh kết hợp với những tên gọi đã có.
Tuy nhiên sự nhập nhằng trong cách gọi giữa San Juan Bautista và Puerto Rico đã dẫn đến sự nhầm lẫn trong đời sống hàng ngày của người dân hòn đảo. Năm 1746, tên thành phố (Puerto Rico) trở thành tên gọi chung cho toàn hòn đảo còn tên hòn đảo (San Juan) thì lại đổi thành tên thành phố.
San Juan tọa lạc tại vùng Caribbean nằm dưới sự cai trị của Đế chế Tây Ban Nha hùng mạnh. Thành phố đóng vai trò như một điểm trung chuyển của các thương nhân và tàu quân sự Tây Ban Nha trên đường từ chính quốc đến các thuộc địa châu Mỹ và ngược lại. Vàng và bạc khai thác được tại các vùng đất thuộc địa được chuyển qua San Juan trước khi về Tây Ban Nha đã khiến cho hòn đảo trở nên giàu có và đóng một vai trò cực kỳ quan trọng tại Tân Thế giới. Vì lẽ đó, San Juan là mục tiêu của nhiều đế quốc khác nhau nhòm ngó.
Người Anh tấn công thành phố vào năm 1595 với Francis Drake và năm 1598 với George Clifford. Pháo đài El Morro của San Juan đã buộc đội quân của Drake phải rút lui với những khẩu pháo lớn còn Clifford đã đổ bộ được lên đảo vào bao vây thành phố. Tuy nhiên sau nhiều tháng, đội quân của ông ta dần kiệt quệ và đã phải rút lui. Vào năm 1625, người Hà Lan dưới sự chỉ huy của Boudewijn Hendricksz đã tấn công hòn đảo nhưng pháo đài El Morro đã một lần nữa đẩy lùi cuộc tiến công. Người Anh lại tấn công thành phố vào năm 1797 với sự chỉ huy của Ralph Abercromby (người trước đó đã chiếm được đảo Trinidad). Tuy nhiên, San Juan có lực lượng phòng thủ mạnh hơn Trinidad rất nhiều và người Anh lại một lần nữa thất bại. Nhiều sự kiện sau đó như sự tự do thương mại với chính quốc và Sắc lệnh Hoàng gia 1815 đã khiến nhiều người dân từ khắp các nơi nhập cư vào hòn đảo. Thành phố San Juan mở rộng vào khoảng cuối thế kỉ 18, đầu thế kỉ 19.
Tháng 5 năm 1898, hàng loạt tàu chiến hạm của Mỹ như USS Detroit, USS Indiana, USS New York, USS Amphitrite, USS Terror và USS Montgomery đã đánh bom San Juan trong cuộc chiến tranh Mỹ-Tây Ban Nha 1898. Hiệp định Paris 1898 được ký kết với việc Tây Ban Nha chính thức nhường Puerto Rico cùng một số vùng đất khác lại cho Hoa Kỳ.
Bước sang thế kỉ 20, dân số của thành phố San Juan tiếp tục tăng nhanh. Những pháo đài cổ của thành phố tiếp tục được quân đội Mỹ sử dụng để làm nơi đóng quân. Trại Las Casas là nơi các thanh niên Puerto Rico được huấn luyện trước khi lên đường tham gia Thế chiến Thứ nhất. Thành phố tiếp tục phát triển hưng thịnh trong giai đoạn giữa hai cuộc thế chiến đến thập niên 1930 thì bị ảnh hưởng mạnh bởi cuộc Đại khủng hoảng. Thương nghiệp đình trệ đã khiến cho nghèo đói gia tăng, kèm theo đó là những khu ổ chuột mọc lên và một bộ phận lớn dân cư không có việc làm.
Sang nửa sau của thế kỉ 20, thành phố San Juan đã thay đổi hẳn bộ mặt của mình. Từ thập niên 1950, ưới sự lãnh đạo của thống đốc Felisa Rincon de Gautier, San Juan bắt đầu những kế hoạch tham vọng nhằm hiện đại hóa thành phố, cải thiện hệ thống giao thông công cộng và phát triển cơ sở hạ tầng. Thành phố sáp nhập cả thành phố Rio Piedras bên cạnh và đạt đến kích thước ngày nay của mình. Ngày nay, San Juan đã trở thành hải cảng nhộn nhịp nhất vùng Caribbean cả về số lượng tàu thuyền lẫn tải trọng hàng hóa lưu thông. San Juan nay là một trung tâm kinh tế, văn hóa, du lịch lớn của toàn vùng Caribbean.

## Địa lý

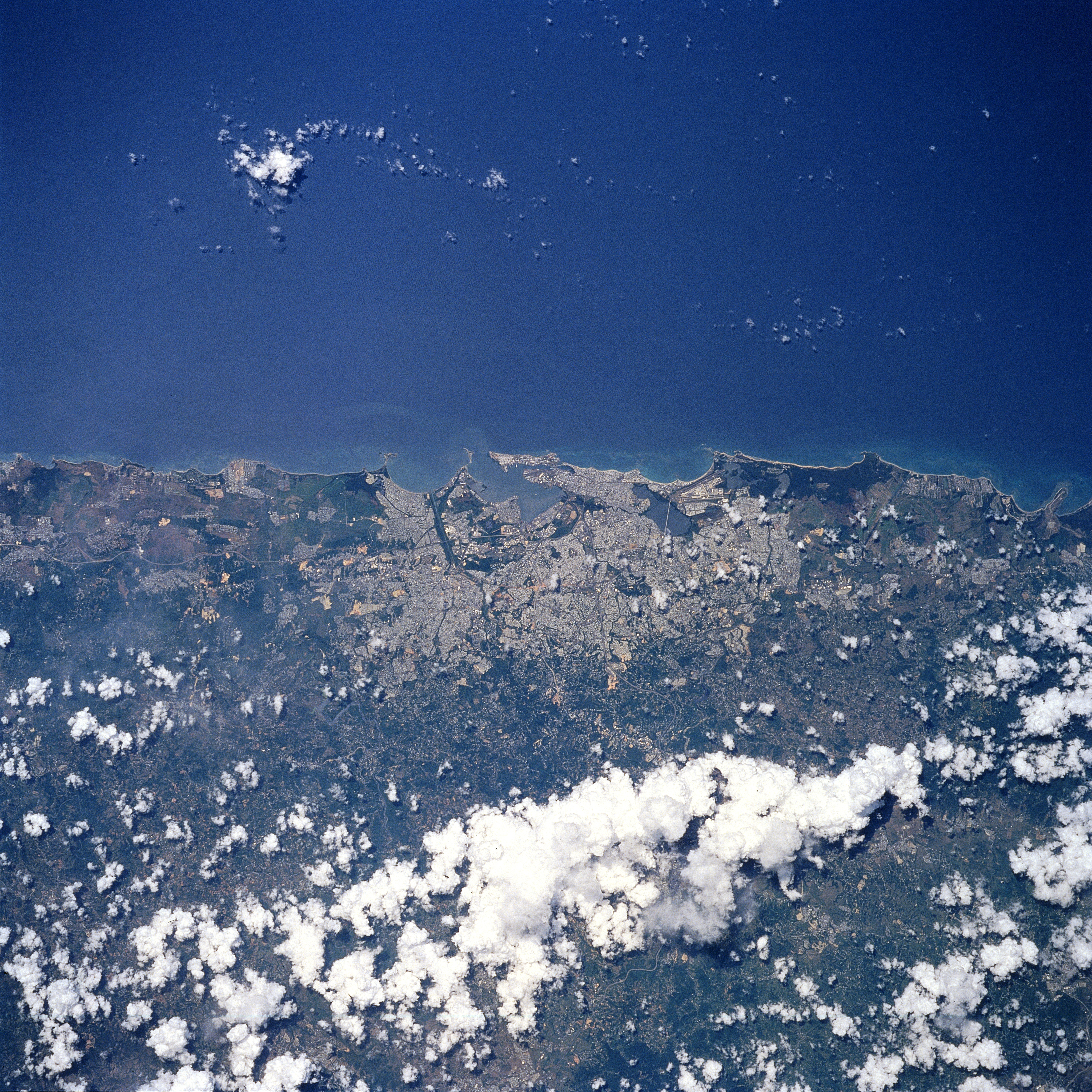
Thành phố San Juan nhìn từ vũ trụ

Thành phố San Juan có tọa độ 18°27′0″B 66°04′0″T / 18,45°B 66,06667°T, nằm ở bờ biển phía đông bắc của đảo Puerto Rico. Phía bắc thành phố giáp với Đại Tây Dương, phía nam giáp các hạt Guaynabo và Trujillo Alto, phía tây giáp hạt Bayamon và phía đông giáp hạt Carolina. Diện tích của thành phố là 76,93 dặm vuông (199,2 km²), trong đó 29,11 dặm vuông (75,4 km²) là nước. Phần lớn diện tích nước của thành phố San Juan bao gồm vịnh San Juan và hai phá tự nhiên Condado và San José.

### Khí hậu
San Juan có khí hậu nhiệt đới ẩm do nằm trong vành đai nhiệt đới và chịu ảnh hưởng nhiều từ biển. Nhiệt độ bình quân hàng năm của hòn đảo là khoảng 28 °C. Vào mùa hè, nhiệt độ có thể lên đến 32 °C và vào mùa đông thì xuống đến 22 °C. Nhìn chung, nhiệt độ tại Puerto Rico tương đối cao và hiếm khi lạnh dưới 20 °C. Nhiệt độ thấp nhất ghi nhận được tại Puerto Rico vào ngày 3 tháng 3 năm 1957 là 16 °C, còn nhiệt độ cao nhất ghi nhận được vào ngày 9 tháng 10 năm 1981 là 37 °C. Lượng mưa nhìn chung phân bố đều quanh năm nhưng khoảng thời gian từ tháng 2 đến tháng 4 hàng năm là ít mưa nhất.
| Dữ liệu khí hậu của San Juan, Puerto Rico (Sân bay quốc tế Luis Muñoz Marín) 1981−2010 | Dữ liệu khí hậu của San Juan, Puerto Rico (Sân bay quốc tế Luis Muñoz Marín) 1981−2010 | Dữ liệu khí hậu của San Juan, Puerto Rico (Sân bay quốc tế Luis Muñoz Marín) 1981−2010 | Dữ liệu khí hậu của San Juan, Puerto Rico (Sân bay quốc tế Luis Muñoz Marín) 1981−2010 | Dữ liệu khí hậu của San Juan, Puerto Rico (Sân bay quốc tế Luis Muñoz Marín) 1981−2010 | Dữ liệu khí hậu của San Juan, Puerto Rico (Sân bay quốc tế Luis Muñoz Marín) 1981−2010 | Dữ liệu khí hậu của San Juan, Puerto Rico (Sân bay quốc tế Luis Muñoz Marín) 1981−2010 | Dữ liệu khí hậu của San Juan, Puerto Rico (Sân bay quốc tế Luis Muñoz Marín) 1981−2010 | Dữ liệu khí hậu của San Juan, Puerto Rico (Sân bay quốc tế Luis Muñoz Marín) 1981−2010 | Dữ liệu khí hậu của San Juan, Puerto Rico (Sân bay quốc tế Luis Muñoz Marín) 1981−2010 | Dữ liệu khí hậu của San Juan, Puerto Rico (Sân bay quốc tế Luis Muñoz Marín) 1981−2010 | Dữ liệu khí hậu của San Juan, Puerto Rico (Sân bay quốc tế Luis Muñoz Marín) 1981−2010 | Dữ liệu khí hậu của San Juan, Puerto Rico (Sân bay quốc tế Luis Muñoz Marín) 1981−2010 | Dữ liệu khí hậu của San Juan, Puerto Rico (Sân bay quốc tế Luis Muñoz Marín) 1981−2010 |
| Tháng                                                                                  | 1                                                                                      | 2                                                                                      | 3                                                                                      | 4                                                                                      | 5                                                                                      | 6                                                                                      | 7                                                                                      | 8                                                                                      | 9                                                                                      | 10                                                                                     | 11                                                                                     | 12                                                                                     | Năm                                                                                    |
| -------------------------------------------------------------------------------------- | -------------------------------------------------------------------------------------- | -------------------------------------------------------------------------------------- | -------------------------------------------------------------------------------------- | -------------------------------------------------------------------------------------- | -------------------------------------------------------------------------------------- | -------------------------------------------------------------------------------------- | -------------------------------------------------------------------------------------- | -------------------------------------------------------------------------------------- | -------------------------------------------------------------------------------------- | -------------------------------------------------------------------------------------- | -------------------------------------------------------------------------------------- | -------------------------------------------------------------------------------------- | -------------------------------------------------------------------------------------- |
| Cao kỉ lục °F (°C)                                                                     | 91 (33)                                                                                | 97 (36)                                                                                | 97 (36)                                                                                | 97 (36)                                                                                | 97 (36)                                                                                | 97 (36)                                                                                | 95 (35)                                                                                | 97 (36)                                                                                | 97 (36)                                                                                | 99 (37)                                                                                | 97 (36)                                                                                | 93 (34)                                                                                | 99 (37)                                                                                |
| Trung bình ngày tối đa °F (°C)                                                         | 83.1 (28.4)                                                                            | 83.7 (28.7)                                                                            | 84.9 (29.4)                                                                            | 86.2 (30.1)                                                                            | 87.4 (30.8)                                                                            | 88.9 (31.6)                                                                            | 88.7 (31.5)                                                                            | 89.2 (31.8)                                                                            | 89.2 (31.8)                                                                            | 88.3 (31.3)                                                                            | 85.8 (29.9)                                                                            | 83.8 (28.8)                                                                            | 86.5 (30.3)                                                                            |
| Trung bình ngày °F (°C)                                                                | 77.5 (25.3)                                                                            | 77.9 (25.5)                                                                            | 79.0 (26.1)                                                                            | 80.2 (26.8)                                                                            | 81.9 (27.7)                                                                            | 83.3 (28.5)                                                                            | 83.5 (28.6)                                                                            | 83.7 (28.7)                                                                            | 83.5 (28.6)                                                                            | 82.6 (28.1)                                                                            | 80.6 (27.0)                                                                            | 78.6 (25.9)                                                                            | 81.0 (27.2)                                                                            |
| Tối thiểu trung bình ngày °F (°C)                                                      | 72.0 (22.2)                                                                            | 72.0 (22.2)                                                                            | 72.9 (22.7)                                                                            | 74.5 (23.6)                                                                            | 76.3 (24.6)                                                                            | 77.7 (25.4)                                                                            | 78.1 (25.6)                                                                            | 78.3 (25.7)                                                                            | 77.7 (25.4)                                                                            | 76.8 (24.9)                                                                            | 75.2 (24.0)                                                                            | 73.4 (23.0)                                                                            | 75.4 (24.1)                                                                            |
| Thấp kỉ lục °F (°C)                                                                    | 61 (16)                                                                                | 63 (17)                                                                                | 61 (16)                                                                                | 64 (18)                                                                                | 66 (19)                                                                                | 66 (19)                                                                                | 70 (21)                                                                                | 68 (20)                                                                                | 70 (21)                                                                                | 66 (19)                                                                                | 64 (18)                                                                                | 63 (17)                                                                                | 61 (16)                                                                                |
| Lượng mưa trung bình inches (mm)                                                       | 3.76 (96)                                                                              | 2.39 (61)                                                                              | 1.95 (50)                                                                              | 4.68 (119)                                                                             | 5.90 (150)                                                                             | 4.41 (112)                                                                             | 5.07 (129)                                                                             | 5.46 (139)                                                                             | 5.77 (147)                                                                             | 5.59 (142)                                                                             | 6.35 (161)                                                                             | 5.02 (128)                                                                             | 56.35 (1.431)                                                                          |
| Số ngày mưa trung bình (≥ 0.01 in)                                                     | 17.6                                                                                   | 13.9                                                                                   | 12.2                                                                                   | 13.3                                                                                   | 15.7                                                                                   | 14.4                                                                                   | 18.6                                                                                   | 18.5                                                                                   | 17.4                                                                                   | 17.7                                                                                   | 19.6                                                                                   | 19.6                                                                                   | 198.5                                                                                  |
| Độ ẩm tương đối trung bình (%)                                                         | 74.0                                                                                   | 72.4                                                                                   | 71.0                                                                                   | 71.3                                                                                   | 74.9                                                                                   | 75.5                                                                                   | 75.9                                                                                   | 76.4                                                                                   | 76.4                                                                                   | 76.9                                                                                   | 76.2                                                                                   | 74.7                                                                                   | 74.6                                                                                   |
| Số giờ nắng trung bình tháng                                                           | 237.4                                                                                  | 231.2                                                                                  | 282.0                                                                                  | 268.3                                                                                  | 255.2                                                                                  | 259.4                                                                                  | 280.8                                                                                  | 267.8                                                                                  | 234.7                                                                                  | 227.2                                                                                  | 202.4                                                                                  | 217.4                                                                                  | 2.963,8                                                                                |
| Phần trăm nắng có thể                                                                  | 69                                                                                     | 72                                                                                     | 76                                                                                     | 71                                                                                     | 63                                                                                     | 65                                                                                     | 69                                                                                     | 68                                                                                     | 64                                                                                     | 63                                                                                     | 60                                                                                     | 64                                                                                     | 67                                                                                     |
| Nguồn 1: NOAA (relative humidity and sun 1961–1990)                                    |                                                                                        |                                                                                        |                                                                                        |                                                                                        |                                                                                        |                                                                                        |                                                                                        |                                                                                        |                                                                                        |                                                                                        |                                                                                        |                                                                                        |                                                                                        |
| Nguồn 2: The Weather Channel                                                           |                                                                                        |                                                                                        |                                                                                        |                                                                                        |                                                                                        |                                                                                        |                                                                                        |                                                                                        |                                                                                        |                                                                                        |                                                                                        |                                                                                        |                                                                                        |

## Cảnh quan thành phố
Thành phố San Juan được thành lập trên bờ vịnh San Juan. Từ thế kỉ 20, dân số của thành phố đã gia tăng với tốc độ mau lẹ khiến các khu dân cư nhanh chóng vượt ra khỏi những bức tường thành cũ được xây từ thời thuộc địa Tây Ban Nha và vươn rộng ra các phía xung quanh và tràn lên hòn đảo duy nhất của thành phố trên bờ vịnh. Kết quả là nhiều khu dân cư khác nhau đã được sáp nhập vào San Juan khiến cảnh quan thành phố trở nên vô cùng đa dạng.

### Khu vực San Juan cũ
Vào thời kỳ thuộc địa Tây Ban Nha, phần lớn dân cư của thành phố San Juan tập trung sinh sống tại một khu vực được gọi là San Juan cũ. Khu vực này nằm trên nửa phía tây của hòn đảo Isleta de San Juan và được nối với đất liền bằng hai cây cầu và một con đường đắp. Hòn đảo nhỏ bé này tuy chỉ có diện tích khoảng 47 dặm vuông (122 km²) nhưng lại đóng vai trò vô cùng quan trọng vì nó tập trung cộng đồng người dân lao động của vùng Puerta de Tierra và phần lớn các tòa nhà chính phủ của thành phố San Juan cũng như của cả Puerto Rico, trong đó có tòa nhà trụ sở quốc hội Puerto Rico.
Phần trung tâm của khu phố cổ được đặc trưng bởi những con phố hẹp lát đá với những tòa nhà có kiến trúc tuyệt đẹp được lưu giữ từ thời thuộc địa, một số được xây dựng từ thế kỉ 16, 17. Khu vực thành phố cổ được bao bọc bởi những bức tường bằng đá lớn với nhiều công trình phòng thủ như các pháo đài đã nhiều lần giúp thành phố chống lại các cuộc tấn công và mang lại cho thành phố biệt hiệu "Thành phố có tường bao quanh". Những công trình kể trên bao gồm pháo đài San Felipe del Morro được xây dựng từ thế kỉ 16, pháo đài San Cristóbal được xây dựng từ thế kỉ 17 nằm trong Khu vực Lịch sử Quốc gia San Juan đã được UNESCO công nhận là di sản văn hóa thế giới. Ngoài ra còn phải kể đến La Fortaleza, tòa nhà của thống đốc Puerto Rico được coi là tòa nhà hành pháp cổ xưa nhất châu Mỹ mà ngày nay vẫn còn được sử dụng. Ngoài ra còn phải kể đến rất nhiều các công trình kiến trúc đặc sắc khác mang đậm dấu ấn thời thuộc địa như tòa thị chính, nhà thờ San José, khách sạn El Convento, sân khấu kịch Teatro Tapia, La Princesa (một nhà tù cũ nay là bảo tàng lịch sử quốc gia)... Thánh đường San Juan Bautista (được khởi công xây dựng từ những năm 1520) là nơi chôn cất nhà thám hiểm người Tây Ban Nha Juan Ponce de León, người đã tìm ra Puerto Rico.
Khu vực San Juan cũ, hay thường được gọi là thành phố cổ là một trong những địa điểm du lịch hấp dẫn nhất tại Puerto Rico vì cảnh quan tuyệt đẹp nơi đây với những công trình kiến trúc phản ánh một thời vàng son của hòn đảo và thành phố.

### Phân chia hành chính
Thành phố San Juan được phân chia thành 18 quận (barrios), trong đó 16 quận từng nằm trong hạt Rio Piedras trước kia cho đến năm 1951. Có tám quận được chia tiếp thành các phường, bao gồm cả các phường thuộc hạt San Juan cũ.
| 1. Caimito 2. El Cinco 3. Cupey 4. Gobernador Piñero 5. Trung tâm Hato Rey 6. Nam Hato Rey | 1. Bắc Hato Rey 2. Monacillo 3. Monacillo Urbano 4. Oriente 5. Pueblo 6. Quebrada Arenas | 1. Sabana Llana Norte 2. Sabana Llana Sur 3. Khu phố cổ San Juan 4. Santurce 5. Tortugo 6. Universidad |

## Thánh phố kết nghĩa
- Cartagena, Colombia
- Honolulu, Hawaii, Hoa Kỳ